# Mikel Landa Meana
Mikel Landa Meana (Murgia, 13 de desembre de 1989) és un ciclista basc, professional des del 2010. Actualment corre a l'equip Soudal Quick-Step.
El 2010 Landa fitxà per l'equip continental Orbea. Amb l'equip d'Espanya de menys de 23 anys va prendre part al Tour de l'Avenir, en què finalitzà en cinquena posició.
El 2011 fitxà per l'Euskaltel–Euskadi, aconseguint la seva primera victòria com a professional en la Volta a Burgos, en guanyar l'etapa reina.
El 2015 aconseguí les seves victòries més importants, en guanyar la cinquena etapa de la Volta al País Basc, amb final a Aia, i dues etapes del Giro d'Itàlia. On es va consolidar com un corredor a tenir en compte per a les grans voltes, on va dominar la muntanya i va superar a noms com Contador, Aru o Kruijswijk.
El 2016 va guanyar la seva primera cursa per etapes, el Giro del Trentino.

## Palmarès
- 2009
  - 1r a la Pujada a Gorla
- 2011
  - Vencedor d'una etapa de la Volta a Burgos i 1r de la classificació de la muntanya
- 2014
  - Vencedor d'una etapa del Giro del Trentino
- 2015
  - Vencedor de 2 etapes al Giro d'Itàlia
  - Vencedor d'una etapa a la Volta a Espanya
  - Vencedor d'una etapa a la Volta al País Basc
- 2016
  - 1r al Giro del Trentino i vencedor d'una etapa
  - Vencedor d'una etapa a la Volta al País Basc
- 2017
  - Vencedor d'una etapa al Giro d'Itàlia.  1r al Gran Premi de la muntanya
  - 1r a la Volta a Burgos i vencedor de 2 etapes
- 2018
  - Vencedor d'una etapa a la Tirrena-Adriàtica
- 2019
  - Vencedor d'una etapa a la Setmana Internacional de Coppi i Bartali
- 2021
  - 1r a la Volta a Burgos

### Resultats a grans voltes
| Cursa | Cursa           | 2012 | 2013 | 2014 | 2015 | 2016 | 2017 | 2018 | 2019 | 2020 | 2021 | 2022 | 2023 | 2024 | 2025 |
| ----- | --------------- | ---- | ---- | ---- | ---- | ---- | ---- | ---- | ---- | ---- | ---- | ---- | ---- | ---- | ---- |
|       | Giro d'Itàlia   | —    | —    | 34è  | 3r   | Ab.  | 17è  | —    | 4t   | —    | Ab.  | 3r   | —    | —    | Ab.  |
|       | Tour de França  | —    | —    | —    | —    | 35è  | 4t   | 7è   | 6è   | 4t   | —    | —    | 19è  | 5è   |      |
|       | Volta a Espanya | 69è  | 99è  | 28è  | 25è  | —    | —    | —    | —    | —    | Ab.  | 15è  | 5è   | 8è   |      |

- Volta a Espanya de 2015: vencedor d'una etapa.
- Giro d'Itàlia de 2015: 3r de la classificació general. Vencedor de 2 etapes i 1r a l'Azzurri d'Itàlia.
- Giro d'Itàlia de 2017: vencedor d'una etapa.  1r al Gran Premi de la muntanya.